# Шорт-трек на зимових Олімпійських іграх 1994
Змагання із шорт-треку на зимових Олімпійських іграх 1994 в Ліллегаммері проходили з 22 по 26 лютого в Гаммарському олімпійському амфітеатрі.
У рамках змагань було розіграно 6 комплектів нагород (3 серед чоловіків, 3 серед жінок). До програми в порівнянні з Альбервільською олімпіадою було добавлено дистанції 500 метрів для чоловіків та 1000 метрів для жінок. 

## Результати

### Таблиця медалей
| Місце | Країна          | Золото | Срібло | Бронза | Загалом |
| ----- | --------------- | ------ | ------ | ------ | ------- |
| 1     | Південна Корея  | 4      | 1      | 1      | 6       |
| 2     | США             | 1      | 1      | 2      | 4       |
| 3     | Італія          | 1      | 1      | 0      | 2       |
| 4     | Канада          | 0      | 2      | 1      | 3       |
| 5     | Китай           | 0      | 1      | 0      | 1       |
| 6     | Велика Британія | 0      | 0      | 1      | 1       |
|       | Усього          | 6      | 6      | 6      | 18      |

### Чемпіони та медалісти
| Дисципліна                     | Золото                                                                       | Срібло                                                                 | Бронза                                                                       |
| Чоловіки: 500 метрів           | Чхе Джі Хун · Південна Корея                                                 | Мірко Вуйллермін · Італія                                              | Нікі Гуч · Велика Британія                                                   |
| Чоловіки: 1000 м               | Кім Кі Хун · Південна Корея                                                  | Чхе Джі Хун · Південна Корея                                           | Марк Ганьон · Канада                                                         |
| Чоловіки: естафета 5000 метрів | Італія: - Мірко Вуйллермін - Мауріціо Карніно - Ораціо Фагоне - Уго Геррнгоф | США: - Рендалл Бартц - Ендрю Гебель - Джон Койл - Ерік Флейм           | Австралія: - Стівен Бредбері - Ендрю Мурта - Річард Нізільскі - Кіран Гансен |
| Жінки: 500 метрів              | Кеті Тернер · США                                                            | Чжан Яньмей · Китай                                                    | Емі Петерсон · США                                                           |
| Жінки 1000 метрів              | Чон Лі Гьон · Південна Корея                                                 | Наталі Ламбер · Канада                                                 | Кім Со Хі · Південна Корея                                                   |
| Жінки: естафета 3000 метрів    | Південна Корея: - Вон Х'є Гьон - Кім Юн Мі - Кім Со Хі - Чон Лі Гьон         | Канада: - Крістін Будрія - Сільві Дегль - Наталі Ламбер - Ізабель Шаре | США: - Ніккі Зігельмаєр - Карен Кашман - Емі Петерсон - Кеті Тернер          |